# IPTG
Isopropil-β-D-1-tiogalattopiranoside, abbreviato IPTG, è una molecola biologica non metabolizzabile, con la particolarità di essere un analogo dell'allolattosio, usata per indurre l'espressione dei geni sotto il controllo dell'operone Lac in E.coli.